# Pietro Paolo Abate (il Giovane)
Pietro Paolo Abate (Modena, 1592 – Modena, 1630) è stato un pittore italiano, appartenente alla famiglia Abate.

## Biografia
Fu l'ultimo pittore che la famiglia espresse. Allievo del padre, Ercole Abate, la sua pittura risentì di conseguenza dell'influenza dello Schedoni e si avvicinò ad uno stile più secentesco. È ritenuto pittore dalla mano buona e vicina a quella di Ercole, ma più freddo nello stile e meno genuino nell'ispirazione. È comunque difficile distinguere con certezza i suoi lavori da quelli del padre: probabilmente sue sono due tele conservate alla Galleria Estense di Modena: una Visione di S. Niccolò da Bari (in precedenza attribuita a Ercole) e una Presentazione di Cristo al tempio, dallo stile vicino a quello di Domenico Carnevali e dal gusto chiaroscurale già secentesco. Gli furono attribuite anche le Storie nella chiesa dei Gesuiti a Modena.